# تپه شاخای دوم
تپه شاخای دوم در شهرستان مینودشت، بخش گالیکش، روستای کندسکوه واقع شده و این اثر در تاریخ ۲۷ مرداد ۱۳۸۲ با شمارهٔ ثبت ۹۷۳۰ به‌عنوان یکی از آثار ملی ایران به ثبت رسیده است.